# Pubblicità canaglia
Pubblicità canaglia è un libro a cura di Enrico e Giulio Bizzarri e Lorenzo Soprani, che con la collaborazione degli studenti dell'Università del Progetto di Reggio Emilia, hanno ideato un buon numero di pubblicità finta con lo scopo di surrogare quella vera, considerata brutta.
Le pagine pubblicitarie sono raggruppate per categoria, dai sentimentali ai voyeurs, dai filosofi agli apocalittici, dagli imprenditori ai poveri. Le pagine sono complete di foto, slogan, e una buona gestione dell'arte grafica.
È un libro di pubblicità che si occupa della stessa materia, nella forma di antologia di annunci per prodotti e valori non reali, ma talmente precisi e verosimili nella forma quanto inconsistenti nel mondo reale.

Le pagine sono arricchite da una serie di frasi celebri prese da personaggi saggi.
Gli autori sostengono che se una volta il grado zero della pubblicità era condensato nella frase "Fai bene e fallo sapere", ora la nuova svolta è basata sulla necessità di far sapere a tutti i costi qualunque cosa faccia o non faccia il soggetto. Quindi la rivoluzione degli ultimi anni, consiste nel sovrastimare l'importanza del messaggio rispetto alla reale consistenza del prodotto. La tecnica utilizzata dagli autori è quella del riciclaggio delle idee, prese in prestito dalla vita quotidiana, seppur deformate prima di un loro ritorno nel circolo della comunicazione.

## Edizioni
- Enrico Bizzarri, Pubblicità canaglia, Giulio Bizzarri, Lorenzo Soprani, Zelig, 2002,  pp.132 , cap.2.